# Seseli beckii
Seseli beckii är en flockblommig växtart som beskrevs av Seefried. Seseli beckii ingår i släktet säfferötter, och familjen flockblommiga växter. Inga underarter finns listade i Catalogue of Life.